# Nuestra Señora de Guadalupe y San Felipe mártir en Vía Aurelia (título cardenalicio)
Nuestra Señora de Guadalupe y San Felipe mártir en Vía Aurelia (en italiano: Nostra Signora di Guadalupe e S. Filippo Martire in Via Aurelia) es un título cardenalicio establecido por el Papa Juan Pablo II en 1991. Por ser un título reciente solamente ha tenido dos titulares correspondientes a los cardenales de la Arquidiócesis de Guadalajara.

## Titulares
- Juan Jesús Posadas Ocampo (28 de junio de 1991 - 24 de mayo de 1993)
- Juan Sandoval Íñiguez (26 de noviembre de 1994 - Actualidad)